# 悪魔の手ざわり
『悪魔の手ざわり』（あくまのてざわり 原題：The Evil Touch ）は、1973年から1974年までオーストラリアで製作・ナイン・ネットワークで放送された、一話完結型のテレビドラマ・シリーズである。

## 概要
アメリカで人気のあったテレビ・シリーズ『トワイライト・ゾーン』に構成がよく似ているが、ストーリーの筋立てはサイコ・スリラーの要素が強かった。アメリカ人製作者のもと、著名なアメリカ人俳優が出演することもよくあった。
日本では1982年7月3日から同年9月25日まで、毎週土曜日23:55 - 24:25（JST）に日本テレビで放送。この時には、26話のうち12話をセレクトする形で放送された。その他、主に1980年代の深夜時間帯に放送され、一部でカルト的人気を博した。

## キャスト
- ホスト（案内役）- アンソニー・クエイル（声：柳生博）キャロル・リンリー

## エピソード
- 第1話「死霊の女」
- 第2話「恐怖の大晦日」
- 第3話「オウムは知っていた」
- 第4話「先手必勝」
- 第5話「船出」
- 第6話「正夢」
- 第7話「神隠し」
- 第8話「帰郷」
- 第9話「いとしの怪獣」
- 第10話「子供ら」
- 第11話「逆行」
- 第12話「2020年大統領選挙」
- 第13話「死亡記事」
- 第14話「湖」
- 第15話「ジョージ」
- 第16話「以心伝心」
- 第17話「ファン」
- 第18話「死人の誘い」
- 第19話「裁き」
- 第20話「空白の映像」
- 第21話「マーシー」
- 第22話「風変わりな遺産」
- 第23話「蘇る死体」
- 第24話「亡者の集まり」
- 第25話「カダイチャの土地」
- 第26話「ゲーム・オブ・ハーツ」